# Arenaria lessertiana
Arenaria lessertiana är en nejlikväxtart som beskrevs av Edward Fenzl. Arenaria lessertiana ingår i släktet narvar, och familjen nejlikväxter. Inga underarter finns listade i Catalogue of Life.